# Siergiej Dołguszyn
Siergiej Fiodorowicz Dołguszyn, ros. Сергей Фёдорович Долгушин (ur. 25 września 1920 w Nowopokrowsuk, zm. 29 czerwca 2011 w Moskwie) – radziecki wojskowy, generał porucznik lotnictwa, as myśliwski z okresu II wojny światowej, Bohater Związku Radzieckiego.

## Życiorys
Urodził się wsi Nowopokrowsk w obwodzie tulskim w rodzinie chłopskiej. Ukończył 7 klasową szkołę podstawową w Bogorodicku, a następnie uczył się w szkole zawodowej, po ukończeniu której pracował jako ślusarz. Równocześnie szkolił się w Aeroklubie Tulskim.
W 1939 roku powołany do wojska i skierowany do Kaczyńskiej Szkoły Pilotów im. Miasnikiana, którą ukończył w 1940 roku. Następnie rozpoczął służbę w 122 pułku lotnictwa myśliwskiego Białoruskiego Okręgu Wojskowego, wyposażonego w samoloty I-16.
Po ataku Niemiec na ZSRR już pierwszego dnia wojny – 22 czerwca 1941 roku, stoczył swoją pierwszą walkę powietrzną w obronie lotniska, w czasie której zestrzelił pierwszy samolot niemiecki. Wieczorem tego dnia ocalałe samoloty pułku zostały przebazowane na lotnisko w Lidzie, gdzie zostały wszystkie zniszczone na ziemi po ataku lotnictwa niemieckiego. Pułk przestał istnieć. Został wtedy wycofany do Riazania, gdzie przeszkolił się na samolotach MiG-3, następnie pod koniec lipca bierze udział w walkach jako pilot doraźnie zorganizowanej eskadry myśliwskiej, która następnie włączona jest w skład 180 pułku lotnictwa myśliwskiego.
Jesienią 1941 roku 180 pułk został przebazowany w rejon Moskwy, gdzie pułk wykonywał loty rozpoznawcze i atakował cele naziemne. Walki w rejonie Moskwy pułk zakończył w marcu 1942 roku, otrzymał wtedy angielskie samoloty Hawker Hurricane. W dniu 5 maja 1942 roku za dotychczasowe osiągnięcia został wyróżniony tytułem Bohatera Związku Radzieckiego. Według rozkazu nagrodowego do tego czasu wykonał 185 lotów bojowych, stoczył 29 walk powietrznych, zestrzelił indywidualnie 7 samolotów przeciwnika i 4 wspólnie z innymi pilotami, wykonał też 39 ataków na cele naziemne.
W sierpniu 1942 roku został przeniesiony do 434 pułku lotnictwa myśliwskiego, w składzie którego wchodzili doświadczeni piloci zarówno frontowi, jak i instruktorzy ze szkół lotniczych. Nieformalnym dowódcą tego pułku był płk W. Stalin, który formalnie zajmował stanowisku inspektora lotnictwa myśliwskiego. Pułk ten był wyposażony w samoloty Jak-7 i był wykorzystywany na najtrudniejszych odcinkach frontu. W połowie września 1942 roku pułk został skierowany w rejon Stalingradu, gdzie toczyły się ciężkie walki z nacierającymi wojskami niemieckimi. W dniu 21 września 1942 roku jego samolot został zestrzelony, a on został ranny i wyskoczył na spadochronie.
Po wyleczeniu na przełomie listopada i grudnia 1942 roku został przydzielony do Inspekcji Sił Powietrznych Armii Czerwonej, a jego przełożonym był płk. W. Stalin. W inspekcji pełnił służbę do stycznia 1943 roku, kiedy została ona rozwiązana. Wtedy został dowódcą eskadry w 32 gwardyjskim pułku lotnictwa myśliwskiego (był to przemianowany 434 pułk lotnictwa myśliwskiego). Dowódcą tego pułku był w tym czasie W. Stalin, który czasami latał z nim w parze jako jego bocznym, choć formalnie miał zakaz wykonywania lotów bojowych.
W maju 1943 roku został przeniesiony do na stanowisko zastępcy dowódcy pułku w 30 gwardyjskim pułku lotnictwa myśliwskiego (był to przemianowany 180 pułk lotnictwa myśliwskiego), który w tym czasie został przezbrojony w amerykańskie samoloty P-39 Aircobra. W składzie tego pułku brał udział walkach na łuku kurskim.
Po zakończeniu bitwy na łuku kurskim, został przeniesiony na stanowisku dowódcy 156 pułku lotnictwa myśliwskiego, którym to pułkiem dowodził do 1946 roku. Dowodząc tym pułkiem brał udział w walkach na terenie Białorusi, Polski i północno-wschodnich Niemiec.
W czasie wojny łącznie uczestniczył w 468 lotach bojowych, w tym 120 lotów szturmowych i 86 rozpoznawczych, w czasie walk powietrznych zestrzelił 15 samoloty indywidualnie i 8 wspólnie z innymi pilotami.
Po zakończeniu II wojny światowej nadal dowodził 156 pułkiem lotnictwa myśliwskiego w stopniu pułkownika. W latach 1946–1947 był uczestnikiem wyższego kursu lotniczo-taktycznego w Lipiecku, po czym ponownie dowodził 156 pułkiem. W 1949 roku został dowódcą 32 gwardyjskiego pułku lotnictwa myśliwskiego, który był pokazowym pułkiem Armii Radzieckiej i stacjonował na lotnisku w Kubince. W 1951 roku został dowódcą dywizji lotnictwa bombowego, którą dowodził do 1958 roku, kiedy został skierowany do Wojskowej Akademii Sztabu Generalnego Sił Zbrojnych ZSRR. Po ukończeniu nauki, pełnił służbę w siłach powietrznych na wysokich stanowiskach do zastępcy dowódcy armii lotniczej włącznie. Ostatnim zajmowanym przez niego stanowiskiem było stanowisko naczelnika katedry w Wojskowo-Inżynieryjnej Akademii Sił Powietrznych im. prof. N.J. Żukowskiego w Moskwie. W 1976 roku został przeniesiony do rezerwy ze względu na stań zdrowie.
Mieszkał w Moskwie, gdzie zmarł. Pochowany został na cmentarzu Kuncewskim.

## Awanse
- generał major (1957)
- generał porucznik (1967)

## Odznaczenia
- Złota Gwiazda Bohatera Związku Radzieckiego (05.05.1942)[3]
- Order Lenina (dwukrotnie)
- Order Czerwonego Sztandaru (6.11.1941[4], 22.02.1945[5], 18.06.1945[6] – czterokrotnie)
- Order Aleksandra Newskiego (24.07.1944[7])
- Order Wojny Ojczyźnianej I stopnia (11.03.1943[8], 06.04.1985[9])
- Order Czerwonej Gwiazdy (dwukrotnie)
- Order „Za służbę Ojczyźnie w Siłach Zbrojnych ZSRR” III stopnia
- Medal „Za zasługi bojowe”
- Medal „Za obronę Moskwy”
- Medal „Za zwycięstwo nad Niemcami w Wielkiej Wojnie Ojczyźnianej 1941–1945”
- Medal „Za wyzwolenie Warszawy”
- Medal „Weteran Sił Zbrojnych ZSRR”